# Балаклійський полк
Балаклійський слобідський (черкаський) козацький полк — адміністративно-територіальна і військова одиниця Слобідської України. Полковий центр — місто Балаклія (нині місто Балаклійського району Харківської області). Утворений перед 1669 роком . Полк створив та очолював колишній чернігівський полковник Чернігівець Яків Степанович. В 1677 році  його територія увійшла до складу Харківського полку. А з 1688 року основна частина території відійшла до новоутвореного Ізюмського козацького полку.

## Історія полку

### Причини появи

Мапа Ізюмського козацького полку, територія якого частково була колишнім Балаклійським полком

Заселення Слобідської України у XVII сторіччі, відбувалося декількома хвилями, які линули на Слобожанщину з Правобережжя Дніпра. З Гетьманщини де йшла як визвольна війна проти Речі Посполитої, а пізніше міжусобні війни між козацькими ватажками, люди переходили на більш спокійні простори майже незаселеної Слобідської України, де поза загрози постійних татарських нападів, все ж було значно спокійніше. В 60-х роках XVII сторіччя сформувалися вже Харківський, Охтирський та Сумський козацькі полки. Харківський полк був самий південний з них. Південніше вже йшли майже не заселені землі звідки приходили на Слобожанщину чергові татарські навали, та грабіжницькі напади харцизів. В цей час з'являється козацький полковник який став осадчим тих земель, та засновником полку.
Поява Балаклійського полку нерозривно пов'язана з полковником Яковом Чернігівцем, який з'явився в Білгороді 6 липня 1663 року. Він звертається з проханням до Білгородського воєводи Григорія Ромодановського призвати людей до Слобожанщини, щоб заселити землі нижче за течією Сіверського Донця біля річки Балаклійки. Дозвіл був отриманий і Яків Чернігівець як осадчий почав скликати до себе людей (козаків-черкасів) з тієї сторони Дніпра. Невдовзі перед тим, Ромодановський відправив до місця майбутнього міста Балаклія своїх розвідників («роз'їздники»), які доповіли йому, що розташування міста на цьому татарському перелазі надасть великої сили проти татарських навал.

### Історія полку
Місце яке вподобав собі Чернігівець і де побудував місто Балаклія, знаходилося в 80 верстах від Харкову, та в 50 від Зміїву, на «ногайському» (лівому) березі річки. Це були незаймані місцевості, за кордонами Харківського козацького полку. Причина такого розташування майбутнього полкового центра, на думку деяких істориків (Альбовський) була в тому, щоб в майбутньому не попасти в залежність від якогось з вже існуючих козацьких полків. Чернігівцю, буле легше осаджувати міста і містечка в диких наповнених татарами землях, ніж коло кордонів того ж Харківського полку. Також внаслідок такого відокремленого існування в Балаклійському полку, на відміну від інших Слобідських полків, не згадуються московські воєводи. Що вказує на те, що Балаклійський полк, майже не був залежним від Московської держави.
31 липня 1664 року, отаман Чернігівець. Знову прибуває до Білгороду, й доповідає воєводі про заснування нового міста. Названого, по річці на якій він стоїть, Балаклією. Та доповідає про то, що вже поселено 200 родин. Після цього Ромодановський відправляє його на доповідь до Москви.
Після Балаклії Чернігівець осаджує це декілька містечок, які стають сотенними центрами нового полку, також він все так же продовжує закликати до себе людей, заселяючи тепер Балаклійську округу. Основуються Андріїви Лози, Лиман, Савинці, а також місто Ізюм. Знову заселений спустілий Цареборисів.
В 1667 році, серед прибулих до Москви представників Слобідських полків, були Сумський, Острогозький, Харківський та Балаклійський (отаман Яків Чернігівець) полки.
У 1668 році  Харківський полковник Іван Сірко підіймає повстання (як союзник гетьмана Брюховецького). Це був один з епізодів Московсько-української війни 1656–1676 років  яку вів правобережний гетьман Петро Дорошенко. Вимушений відійти від Харкову, де було обрано нового промосковського полковника Ф. Ріпку, Іван Сірко відступає до Зміїву. Починається повстання по всій Слобідський Україні. Не уникає цього руху й Балаклійський полк. В Балаклії козаки розпалися на дві групи, одна була за приєднання до Івана Сірка та його повстанців, інша на чолі з отаманом Чернігівцем, була за те щоб не брати участь в повстанні. Після невеличкого бою в місті. Половина мешканців уходить з міста до Сірка.
Після відступу війська Івана Сірка до Дніпра, та придушення залишків повстання в Слобідській Україні, почалися нагородження тих, хто не перейшов до повсталих. У 1669 році  Яків Чернігівець стає офіційно полковником. Полк отримав класичний вигляд, за зразком полків Війська Запорозького, де на чолі стояв полковник, та полкова старшина, а по сотенним містечкам були сотники та отамани.
Козаки Балаклійського полку вели безперервне протистояння татарським ватагам. Полковник Чернігівець, постійно шле до Москви полонених, та здобуту інформацію. За часи його полковництва немає даних, щодо нападів татар на підлеглий його полк. За описом використаним Є. Альбовським, Чернігівець «як сокіл» літав за татарами по степу.
У 1670 році  до Слобідської України прибуває представник «разінських» повстанців, названий брат Степана Разіна отаман Олексій Хромий. Під його провід, переходять козаки різних сотень як Харківського, так і Балаклійського полків. Цареборисів, навіть стає тимчасовою столицею повстанців.
В жовтні того ж року повстанці без великих перешкод входять до Балаклії, де місцеве населення масово підтримують повстанців отамана Хромого. Полковник Чернігівець, цього разу не зміг присмирити козаків й вимушений був тікати з міста. Його майно було пограбовано, а дружину вбито повстанцями.
Після придушення повстання полковник Чернігівець знову займає своє місце в полковому місті.
Полк налічував 650 полкових козаків, не рахуючи мешканців міст та містечок.

### Припинення існування полку
У 1677 році  з неясних причин, Якова Чернігівця було за наказом московського царя Федора Олексійовича було відсторонено від полковництва, за формулюванням «за полкову провину». Відати полком було доручено Харківському полковнику Григорію Донцю. Полк був злитий з Харківським, й перестав існувати. Після відокремлення від нього Ізюмського полку в 1688 році, територія колишнього Балаклійського полку стала основою новоутвореного полку.
Через два роки (1679 рік) Яків Чернігівець, приїздить до Москви де зустрічається з царем. Розповідаючи про свої заслуги, та про зроблене під час свого полковництва, просив знову надати йому керування створеним їм полком, але незважаючи на отримані від царя подарунки, в проханні йому було відмовлено. Колишній полковник й далі мешкав в Балаклії як осадчий під прізвищем «Черкашенин».

## Структура полку

### Полк
Головою полку був — «полковник». З ним поділяли владу- полкова старшина. Полковник, та старшина, обиралися на необмежений час. Їх служба припинялася за наказом царя (пізніше російського імператора) чи по смерті. В дуже виключних випадках, полковника, можливо було відсторонити, за вирішенням полкової старшини.
Балаклійський полковник (як й інші полковники козацьких полків Гетьманщини, та Слобожанщини) був, не тальки військовим керманичем, а також й керівником адміністративно-територіальної одиниці -«полку». Він мав право видавати укази, за своїм підписом (універсали).
Полковничими клейнодами були:
- пірнач
- полкова хоругва
- полковнича печатка

Полкова старшина складалася з шести людей: полкові обозний, суддя, осавул, хорунжий та два писарі.
- Обозний — перший за значенням з полкової старшини. Заступник полковника. Відповідальний за артилерією, та фортифікаційними спорудами. За відсутність полковника, заміщував його, але без права видавання універсалів;
- Суддя — йому підпорядковувався суд;
- Осавул — помічник полковника, з військових питань;
- Хорунжий — керівник «хорунжових» козаків (охорона полковника, та старшини). Також керував полковою музикою, та полковою хоругвою (полковим прапором);
- Писарі — відповідали за діловодство полку. Один за цивільними справами, другий військовими.

### Сотні
Полк, поділявся на сотні, адміністративно-територіальні одиниці у складі полку. Головою сотні був сотник. Як і полковник, сотник мав усю (цивільну та військовою) владу у підпорядкованої йому сотні. Спочатку був виборним, пізніше обирався сотенною старшиною, та затверджувався полковником.
Сотні мали свої сотенні значки, та корогви.
Сотенна старшина (штаб сотні) по складу майже повторювала склад старшини полку:
- Сотенний отаман — заступник сотника. Втілював в собі обов'язки полкових судді, й обозного;
- Осавул — помічник сотника, з військових питань;
- Хорунжий — керівник значкових товаришів (охорона сотника, та старшини). Також відповідав за збереження сотенних значків, та корогв.
- Писар — відповідав за діловодство сотні.

## Полковники Балаклійського полку
Підлеглі Балаклії сотні, складали Балаклійський полк, який був очолений отаманом Яковом Чернігівцем (1663–1669 роки). Така ж структура була в Харківському та Охтирському полках. З 1669 року, Чернігівець став повновладним полковником.
- Чернігівець Яків Степанович (1669–1677) — засновник полку. Перший та останній полковник Балаклійського полку.
- Донець-Захаржевський Григорій Єрофійович (1677 рік) — полковник Харківського козацького полку. З 1677 року (після зняття Чернігівця) завідував Балаклійським полком, поки той не злився з Харківським.

## Перелік сотень полку
Повністю скласти перелік сотень Балаклійського полку не має можливісті за браком інформації про нього. Можливо лише вказати ті сотні, сотенні містечка яких були осаджені саме Яковом Чернігівцем, майже всі мови ввійшли до складу Ізюмського полку який в 1688 році  був виділений з Харківського полку.
- Балаклійська сотня — полкове місто Балаклія.
- Андріївська сотня — сотенне містечко Андріївка (Андріїви Лози);
- Бишкинська сотня — сотенне містечко Бишкин;[21]
- Ізюмська сотня — полкове місто Ізюм;
- Лиманська сотня — сотенне містечко Лиман;
- Савинецька сотня — сотенне містечко Савинці;
- Цареборисівська сотня — сотенне місто Цареборисів (теперішній Оскіл).[22]